# Șevcenkove, Tokmak
Șevcenkove (în ucraineană Шевченкове) este un sat în comuna Jovtneve din raionul Tokmak, regiunea Zaporijjea, Ucraina.

## Demografie
Componența lingvistică a localității Șevcenkove
     Ucraineană (92,59%)
     Rusă (7,41%)
Conform recensământului din 2001, majoritatea populației localității Șevcenkove era vorbitoare de ucraineană (92,59%), existând în minoritate și vorbitori de rusă (7,41%).